# Emily Wickersham
Emily Kaiser Wickersham (Kansas, 26 de abril de 1984) es una actriz estadounidense conocida por su papel como la agente especial Eleanor Bishop de NCIS.

## Carrera
En 2013, tras la salida de la actriz Cote de Pablo, Wickersham fue elegida como la NSA Analista Eleanor "Ellie" Bishop en un arco de tres episodios de NCIS, a partir del 19 de noviembre de 2013, en la CBS. Fue ascendida posteriormente a regular en la serie. Wickersham también ha aparecido en la película Gone y formuló una serie de apariciones en televisión.

## Vida personal
Wickersham, de ascendencia austríaca y sueca, nació en Kansas, y creció en Mamaroneck, Nueva York. Se casó con el músico Blake Hanley el 23 de noviembre de 2010, en Little Palm Island en los Cayos de Florida. Se divorciaron en diciembre de 2018.
En julio de 2021 reveló en Instagram que estaba esperando su primer hijo con el actor James Badge Dale. Su hijo, Cassius Wickersham Dale, nació el 30 de diciembre de 2021.

## Filmografía
| Año       | Título                           | Papel                          | notas                                     |
| --------- | -------------------------------- | ------------------------------ | ----------------------------------------- |
| 2006      | Late Show with David Letterman   | Jules                          |                                           |
| 2006      | parco P.I                        | Grace Carr                     | Episodio: "sólo una cara bonita"          |
| 2006-07   | Los Soprano                      | Rhiannon Flammer               | papel como invitado (4 episodios)         |
| 2007      | Garden of Eden                   | Kate                           |                                           |
| 2007      | The Bronx Is Burning             | Suzy Steinbrenner              | Episodio: "Atrapados!"                    |
| 2007      | the gamekillers                  | La mujer                       | Episodio: "Marcus & Aja"                  |
| 2009      | Law & Order: Criminal Intent     | Ceci Madison                   | Episodio: "Caso Mayor"                    |
| 2009      | Aburrido a morir                 | Emily                          | Episodio: "El caso del monopatín robados" |
| 2009      | Trauma (serie de televisión)     | Jessica                        | Episodio: "pegado"                        |
| 2009      | Taking Chance                    | Kelley Phelps                  |                                           |
| 2011      | Gossip Girl                      | Primera actriz                 | Episodio: "Sí, cero"                      |
| 2011      | Soy el número cuatro (película)  | Nicole                         |                                           |
| 2012      | Gone                             | Molly Conway                   |                                           |
| 2013      | The Bridge (serie de televisión) | Kate Mecánico de mantenimiento | papel como invitado (3 episodios)         |
| 2013-2021 | NCIS (serie de televisión)       | Eleanor "Ellie" Bishop         | Rol Principal                             |
| 2014      | Falla                            | Vanessa                        |                                           |
| 2016      | NCIS: New Orleans                | Eleanor "Ellie" Bishop         | Episodio: "Sister City (Parte II)"        |